# Florentia (automerk)

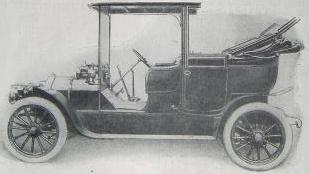
Florentia uit een advertentie. De 20/30 pk Landaulette van de Hertog van Genève.

Florentia was een Italiaans automerk.
Het bedrijf FTA (Fabbrica Toscana Automobili) was opgericht in 1901 in Florence. Het bouwde voornamelijk luxeuze auto's die ook geëxporteerd werden. De auto's waren voor de tijd erg goed in het beklimmen van heuvels. In 1907 waren er vier modellen: de 20/30 pk, de 30/35, de 40/50 (alle viercilinders) en een 40pk zescilinder.
Ondanks de goede kwaliteit van de auto's zou het merk niet verder komen dan 1910, toen het zijn deuren sloot.